# آمباچوو مکونن
آمباچوو مکونن (انگلیسی: Ambachew Mekonnen; زاده ۱۹۷۱ – درگذشته ۲۲ ژوئن ۲۰۱۹) سیاست‌مدار اهل اتیوپی بود که از مارس تا زمان به قتل رسیدن در ژوئن ۲۰۱۹ به‌عنوان رئیس منطقه امهارا خدمت کرد.